# قطعنامه ۱۷۹۹ شورای امنیت
قطعنامه ۱۷۹۹ شورای امنیت سازمان ملل متحد که در تاریخ ۱۵ فوریه ۲۰۰۸ تصویب شد، سندی بین‌المللی دربارهٔ اوضاع در مورد جمهوری دموکراتیک کنگو است. این قطعنامه طی نشست ۵۸۳۶ام با ۱۵ رای موافق، ۰ مخالف و ۰ ممتنع تصویب شد.